# Dendrocerus molestus
Dendrocerus molestus är en stekelart som beskrevs av Paul Dessart 1999. Dendrocerus molestus ingår i släktet Dendrocerus och familjen trefåresteklar. Inga underarter finns listade i Catalogue of Life.